# Mai una gioia
Mai una gioia è un singolo del rapper italiano Shade, pubblicato il 25 marzo 2015 come secondo estratto dell'album Mirabilansia.

## Tracce
Testi di Pietro Riccardo Garifo, Daniele Lazzarin, Vito Ventura, musiche di Francesco Siliotto.
1. Mai una gioia – 3:16